# Méthode Hepburn
 (février 2025).
La mise en forme du texte ne suit pas les recommandations de Wikipédia : il faut le « wikifier ».
Les points d'amélioration suivants sont les cas les plus fréquents. Le détail des points à revoir est peut-être précisé sur la page de discussion.
- Les titres sont pré-formatés par le logiciel. Ils ne sont ni en capitales, ni en gras.
- Le texte ne doit pas être écrit en capitales (les noms de famille non plus), ni en gras, ni en italique, ni en « petit »…
- Le gras n'est utilisé que pour surligner le titre de l'article dans l'introduction, une seule fois.
- L'italique est rarement utilisé : mots en langue étrangère, titres d'œuvres, noms de bateaux, etc.
- Les citations ne sont pas en italique mais en corps de texte normal. Elles sont entourées par des guillemets français : « et ».
- Les listes à puces sont à éviter, des paragraphes rédigés étant largement préférés. Les tableaux sont à réserver à la présentation de données structurées (résultats, etc.).
- Les appels de note de bas de page (petits chiffres en exposant, introduits par l'outil «  Source ») sont à placer entre la fin de phrase et le point final[comme ça].
- Les liens internes (vers d'autres articles de Wikipédia) sont à choisir avec parcimonie. Créez des liens vers des articles approfondissant le sujet. Les termes génériques sans rapport avec le sujet sont à éviter, ainsi que les répétitions de liens vers un même terme.
- Les liens externes sont à placer uniquement dans une section « Liens externes », à la fin de l'article. Ces liens sont à choisir avec parcimonie suivant les règles définies. Si un lien sert de source à l'article, son insertion dans le texte est à faire par les notes de bas de page.
- La présentation des références doit suivre les conventions bibliographiques. Il est recommandé d'utiliser les modèles {{Ouvrage}}, {{Chapitre}}, {{Article}}, {{Lien web}} et/ou {{Bibliographie}}. Le mode d'édition visuel peut mettre en forme automatiquement les références.
- Insérer une infobox (cadre d'informations à droite) n'est pas obligatoire pour parachever la mise en page.

Pour une aide détaillée, merci de consulter Aide:Wikification.
Si vous pensez que ces points ont été résolus, vous pouvez retirer ce bandeau et améliorer la mise en forme d'un autre article.
Pour les articles homonymes, voir Hepburn.

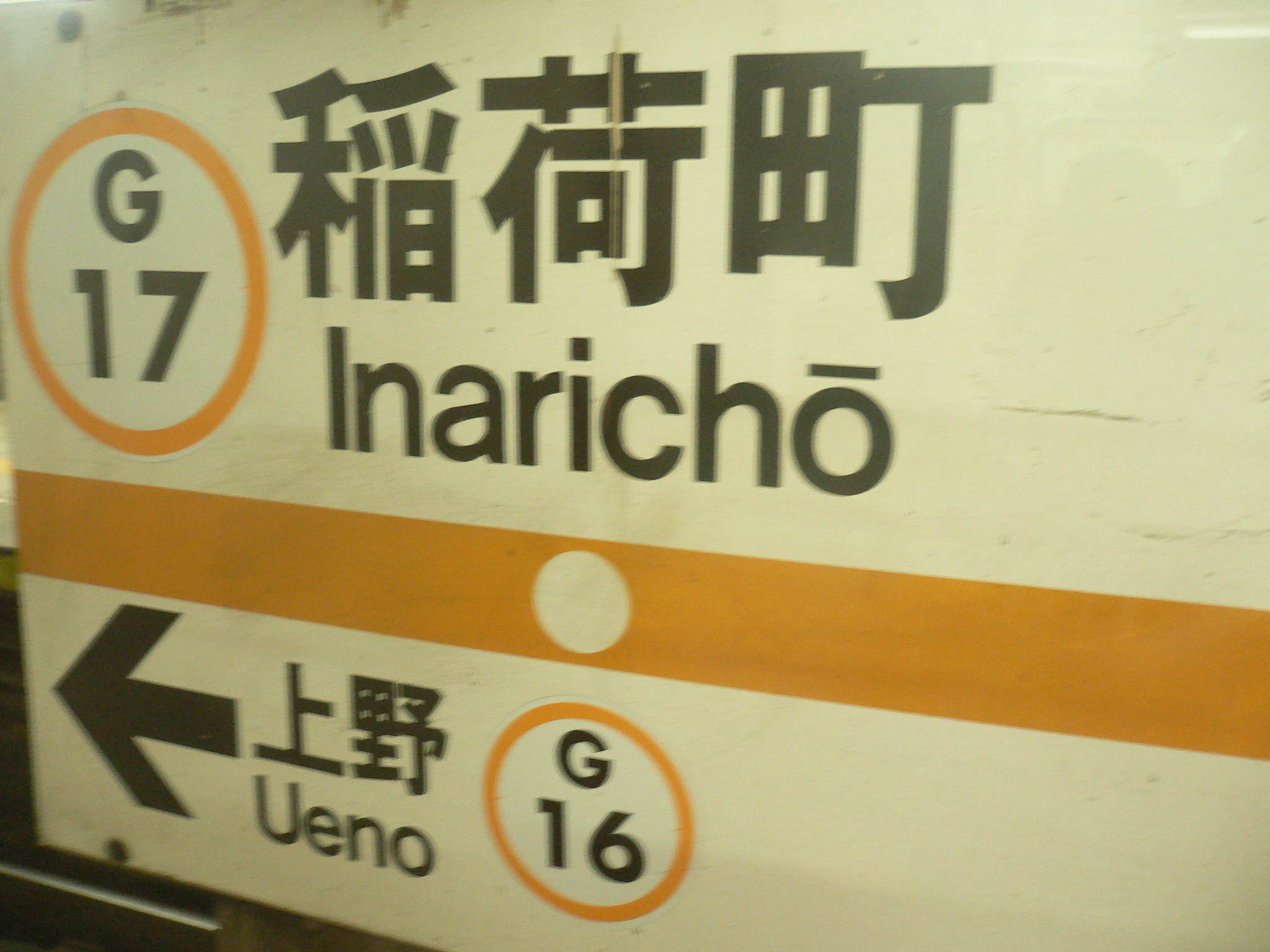
Un panneau de la station d' du métro de Tōkyō en kanji et en rōmaji suivant la transcription Hepburn.

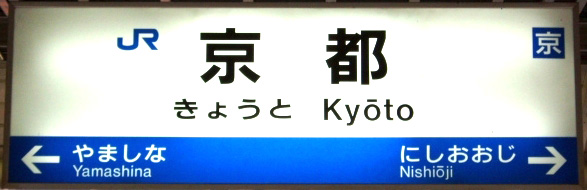
Un panneau de la station JR de Kyōto en kanji, en hiragana et en rōmaji suivant la transcription Hepburn.

La méthode Hepburn (ヘボン式, Hebon shiki) est une méthode de romanisation du japonais.
Elle fut introduite par le missionnaire américain James Curtis Hepburn en 1867 et elle repose sur une retranscription phonétique de la langue japonaise.
Une version modifiée du système Hepburn est publiée pour la première fois dans la troisième version du dictionnaire Kenkyusha's New Japanese-English Dictionary de l'éditeur japonais Kenkyūsha (en) en 1954 et normalisée en 1972 par la norme ANSI Z39.11-1972,. Elle a été rendue obsolète en 1994 au profit de la norme ISO 3602:1989 qui préconise la transcription Kunrei mais la méthode Hepburn modifiée reste la méthode de romanisation du japonais la plus utilisée en dehors du Japon.

## Tableau de transcription des syllabaires

### Hiragana
| あ a     | い i   | う u     | え e  | お o     |
| -------- | ------ | -------- | ----- | -------- |
|          |        |          |       |          |
| か ka    | き ki  | く ku    | け ke | こ ko    |
| さ sa    | し shi | す su    | せ se | そ so    |
| た ta    | ち chi | つ tsu   | て te | と to    |
| な na    | に ni  | ぬ nu    | ね ne | の no    |
| は ha    | ひ hi  | ふ fu    | へ he | ほ ho    |
| ま ma    | み mi  | む mu    | め me | も mo    |
| や ya    |        | ゆ yu    |       | よ yo    |
| ら ra    | り ri  | る ru    | れ re | ろ ro    |
| わ wa    | ゐ wi  |          | ゑ we | を o     |
|          |        |          |       | ん n     |
|          |        |          |       |          |
| が ga    | ぎ gi  | ぐ gu    | げ ge | ご go    |
| ざ za    | じ ji  | ず zu    | ぜ ze | ぞ zo    |
| だ da    | ぢ ji  | づ zu    | で de | ど do    |
| ば ba    | び bi  | ぶ bu    | べ be | ぼ bo    |
| ぱ pa    | ぴ pi  | ぷ pu    | ぺ pe | ぽ po    |
|          |        |          |       |          |
| きゃ kya |        | きゅ kyu |       | きょ kyo |
| ぎゃ gya |        | ぎゅ gyu |       | ぎょ gyo |
| しゃ sha |        | しゅ shu |       | しょ sho |
| じゃ ja  |        | じゅ ju  |       | じょ jo  |
| ちゃ cha |        | ちゅ chu |       | ちょ cho |
| にゃ nya |        | にゅ nyu |       | にょ nyo |
| ひゃ hya |        | ひゅ hyu |       | ひょ hyo |
| びゃ bya |        | びゅ byu |       | びょ byo |
| ぴゃ pya |        | ぴゅ pyu |       | ぴょ pyo |
| みゃ mya |        | みゅ myu |       | みょ myo |
| りゃ rya |        | りゅ ryu |       | りょ ryo |

- Les caractères en rouge sont maintenant obsolètes.
- Le caractère en bleu est rarement utilisé en japonais moderne en dehors de son statut de particule grammaticale et suit les règles indiquées ci-dessous[1],[4]

### Katakana
| ア a     | イ i   | ウ u     | エ e  | オ o     |
| -------- | ------ | -------- | ----- | -------- |
|          |        |          |       |          |
| カ ka    | キ ki  | ク ku    | ケ ke | コ ko    |
| サ sa    | シ shi | ス su    | セ se | ソ so    |
| タ ta    | チ chi | ツ tsu   | テ te | ト to    |
| ナ na    | ニ ni  | ヌ nu    | ネ ne | ノ no    |
| ハ ha    | ヒ hi  | フ fu    | ヘ he | ホ ho    |
| マ ma    | ミ mi  | ム mu    | メ me | モ mo    |
| ヤ ya    |        | ユ yu    |       | ヨ yo    |
| ラ ra    | リ ri  | ル ru    | レ re | ロ ro    |
| ワ wa    | ヰ wi  |          | ヱ we | ヲ wo    |
|          |        |          |       | ン n     |
|          |        |          |       |          |
| ガ ga    | ギ gi  | グ gu    | ゲ ge | ゴ go    |
| ザ za    | ジ ji  | ズ zu    | ゼ ze | ゾ zo    |
| ダ da    | ヂ dji | ヅ dzu   | デ de | ド do    |
| バ ba    | ビ bi  | ブ bu    | ベ be | ボ bo    |
| パ pa    | ピ pi  | プ pu    | ペ pe | ポ po    |
|          |        |          |       |          |
| キャ kya |        | キュ kyu |       | キョ kyo |
| ギャ gya |        | ギュ gyu |       | ギョ gyo |
| シャ sha |        | シュ shu |       | ショ sho |
| ジャ ja  |        | ジュ ju  |       | ジョ jo  |
| チャ cha |        | チュ chu |       | チョ cho |
| ニャ nya |        | ニュ nyu |       | ニョ nyo |
| ヒャ hya |        | ヒュ hyu |       | ヒョ hyo |
| ビャ bya |        | ビュ byu |       | ビョ byo |
| ピャ pya |        | ピュ pyu |       | ピョ pyo |
| ミャ mya |        | ミュ myu |       | ミョ myo |
| リャ rya |        | リュ ryu |       | リョ ryo |

Les caractères en rouge sont maintenant obsolètes.

### Katakana étendus
Ces combinaisons de katakana sont principalement utilisées pour représenter des sons présents dans des mots empruntés à d'autres langues. La plupart de ces katakana étendus ne sont pas formellement normalisés, et certains ne sont utilisés que très rarement. Le tableau suivant en présente quelques-uns, mais ne prétend pas à l'exhaustivité.
| ア a      | イ i      | ウ u      | エ e        | オ o      |
| --------- | --------- | --------- | ----------- | --------- |
| イァ ya   | イィ yi   | イゥ yu   | イェ ye     | イォ yo   |
| ウァ wa   | ウィ wi   | ウゥ wu   | ウェ we     | ウォ wo   |
| ウャ wya  |           | ウュ wyu  | ウィェ wye  | ウョ wyo  |
| ヴァ va   | ヴィ vi   | ヴ vu     | ヴェ ve     | ヴォ vo   |
| ヴャ vya  |           | ヴュ vyu  | ヴィェ vye  | ヴョ vyo  |
|           |           | ウ゚ fu     |             |           |
|           |           |           | キェ kye    |           |
|           |           |           | ギェ gye    |           |
| クァ kwa  | クィ kwi  |           | クェ kwe    | クォ kwo  |
| クヮ kwa  |           |           |             |           |
| グァ gwa  | グィ gwi  |           | グェ gwe    | グォ gwo  |
| グヮ gwa  |           |           |             |           |
| カ゚ nga    | キ゚ ngi    | ク゚ ngu    | ケ゚ nge      | コ゚ ngo    |
| キ゚ャ ngya | ク゚ィ ngwi | キ゚ュ ngyu | キ゚ェ ngye   | キ゚ョ ngyo |
|           |           |           | シェ she    |           |
|           |           |           | ジェ je     |           |
| スャ sya  | スィ si   | スュ syu  | スィェ sye  | スョ syo  |
| ズャ zya  | ズィ zi   | ズュ zyu  | ズィェ zye  | ズョ zyo  |
|           |           |           | チェ che    |           |
|           |           |           | ヂェ je     |           |
| ツァ tsa  | ツィ tsi  |           | ツェ tse    | ツォ tso  |
| ツャ tsya |           | ツュ tsyu | ツィェ tsye | ツョ tsyo |
| ヅァ za   | ヅィ zi   |           | ヅェ ze     | ヅォ zo   |
| ヅャ zya  |           | ヅュ zyu  | ヅィェ zye  | ヅョ zyo  |
|           | ティ ti   | トゥ tu   |             |           |
| テャ tya  | トィ twi  | テュ tyu  | ティェ tye  | テョ tyo  |
|           | ディ di   | ドゥ du   |             |           |
| デャ dya  | ドィ dwi  | デュ dyu  | ディェ dye  | デョ dyo  |
|           | ヌィ nwi  |           | ニェ nye    |           |
|           | ホィ hwi  |           | ヒェ hye    |           |
|           | ブィ bwi  |           | ビェ bye    |           |
|           | プィ pwi  |           | ピェ pye    |           |
| ファ fa   | フィ fi   |           | フェ fe     | フォ fo   |
| フャ fya  |           | フュ fyu  | フィェ fye  | フョ fyo  |
|           |           | ホゥ hu   |             |           |
|           | ムィ mwi  |           | ミェ mye    |           |
|           | ルィ rwi  |           | リェ rye    |           |
| ラ゚ la     | リ゚ li     | ル゚ lu     | レ゚ le       | ロ゚ lo     |
| リ゚ャ lya  |           | リ゚ュ lyu  | リ゚ェ lye    | リ゚ョ lyo  |
| ヰャ wya  |           | ヰュ wyu  | ヰェ wye    | ヰョ wyo  |
| ヷ va     | ヸ vi     |           | ヹ ve       | ヺ vo     |
| ヸャ vya  |           | ヸュ vyu  | ヸェ vye    | ヸョ vyo  |

### Variantes obsolètes
Les romanisations présentées dans les première et deuxième versions du dictionnaire de Hepburn sont principalement d’intérêt historique. Parmi les différences notables par rapport à la troisième version et aux versions ultérieures, on peut citer :

#### Deuxième version
- エ et ヱ étaient romanisés ye (exemple : Yedo, ancienne romanisation d’Edo)
- ズ et ヅ étaient romanisés dzu
- キャ, キョ, et キュ étaient romanisés respectivement kiya, kiyo et kiu
- クヮ était romanisé kuwa[5]

#### Première version
Les différences suivantes s'ajoutent à celles de la deuxième version :
- ス était romanisé sz.
- ツ était romanisé tsz.
- ズ et ヅ étaient romanisé du.

## Enclitiques
Quand les syllabes は, へ et を jouent le rôle de particules enclitiques, elles se transcrivent respectivement :
- Méthode Hepburn modifiée : wa, e et o, conformément à leur prononciation[1],[4].
- Méthode Hepburn traditionnelle : wa, e et wo[6].

## Voyelles longues

### Suivant la norme
Les voyelles longues sont signalées par un macron ; ainsi un o long s'écrira ō.
Dans les mots d'origine japonaise ou chinoise, les e et i longs s'écrivent respectivement ei (qu'on ne prononcera donc pas comme une diphtongue) et ii. Dans les autres mots empruntés, toutes les voyelles longues s'écrivent avec des macrons.

### Variations
Les transcriptions inspirées par la méthode Hepburn comprennent souvent des variations à la norme. Ainsi Tokyo est parfois écrit :
- Tōkyō : avec des macrons (d’après la norme) ;
- Tôkyô : avec des accents circonflexes (souvent utilisé à la place des macrons, ainsi que dans les transcriptions Kunrei et Nihon-shiki) ;
- Tookyoo : en redoublant la voyelle (possibilité recommandée par la norme quand les macrons ne sont pas disponibles) ;
- Tohkyoh : indiquées par un « h », selon la méthode dite « passport Hepburn », le Ministère des Affaires étrangères japonais ayant clairement autorisé son usage sur les passeports d’avril 2000 à janvier 2008 comme remplacement d'une méthode Hepburn simplifiée n’utilisant ni macron ni autre marqueur de voyelle longue[7]. De nos jours,[Quand ?] la notification de l'allongement est découragée bien que toujours autorisée[7] ;
- Toukyou : en utilisant la voyelle u (conformément à son écriture en kanas, l’allongement étant marqué en japonais par le kana pour u, et aux méthodes de saisies japonaises) ;
- Tokyo : sans diacritique (courant pour les mots japonais adoptés en français, mais faisant perdre des distinctions phonétiques et sémantiques de la langue d’origine).

Pour les mots d’origine étrangère, il est aussi courant d’utiliser des voyelles doublées au lieu du macron, c’est-à-dire paatii pour パーティー (de l'anglais party) au lieu de pātī.

## Nsyllabique
Le n syllabique ん est écrit n sauf devant les voyelles (dont y), où il s'écrit n’. Dans la méthode Hepburn originelle, ce son s'écrivait m devant les consonnes labiales (c’est-à-dire m, b, p). Cette dernière convention a été éliminée de la méthode Hepburn modifiée, elle substite cependant dans quelques noms rentrés dans l'usage comme Nihombashi.

## Consonnes géminées
Les consonnes géminées sont indiquées en doublant la consonne suivant le っ, avec les exceptions sh→ssh et ch→tch.